# كربيد الكروم
 كربيد الكروم  مركب كيميائي له الصيغة Cr3C2، ويكون على شكل مادة سيراميكية رمادية اللون تتحمل الحرارة بشكل كبير.

## الخواص
- لمركب كربيد الكروم بنية بلورية من النمط المعيني القائم.
- يتميز كربيد الكروم بمقاومته للتآكل وللأكسدة حتى عند درجات حرارة مرتفعة تصل إلى 1100°س.

## الوفرة الطبيعية والتحضير
يوجد مركب كربيد الكروم في الطبيعة بشكل نادر جداً وذلك على شكل معدن التونغبايت tongbaite وتكون بلوراته معينة قائمة وله الصيغة Cr3C2، إذ توجد صيغة أخرى لكربيد الكروم في الطبيعة وهي Cr23C6 وتكون نادرة الوجود وذات نظام بلوري مكعب.
أما صناعياً فيحضر من خلال عملية التلبيد، حيث يخلط مزيج من فلز الكروم مع أكسيد الكروم الثلاثي والكربون قبل أن يدخل إلى فرن يعمل تحت الفراغ وتصل درجة حرارته إلى 1500°س. عند هذه الشروط يتفاعل الكربون مع أكسيد الكروم ليعطي فلز الكروم وغاز أحادي أكسيد الكربون، الذي يسحب إلى مضخات التفريغ لإخراجه من الوسط. يتفاعل حينها فلز الكروم مع الكربون المتبقي ليشكل الناتج المطلوب وهو كربيد الكروم.
تحدد صيغة وتركيب كربيد الكروم الناتج حسي نسب المواد الداخلة إلى بعضها البعض.

## الاستخدامات
- يستخدم كربيد الكروم كعازل حراري للسطوح المعدنية كما يستخدم كمادة مضافة إلى المواد المقاومة للتآكل وللحت.